# Acervo de Escritores Mineiros da Faculdade de Letras
O Acervo de Escritores Mineiros foi criado a partir da doação dos documentos da escritora Henriqueta Lisboa, em 1989. 
É um espaço permanente de exposição, situado no terceiro andar da Biblioteca Universitária da UFMG, no campus Pampulha. Concebido a partir de uma perspectiva museográfica e cenográfica, recria o ambiente de trabalho dos escritores, abrigando biblioteca com cerca de 25.000 volumes. Além do espaço reservado para a exposição dos acervos, há um espaço de trabalho dos pesquisadores e bolsistas.
Possui acervos de escritores como Carolina Maria de Jesus, Laís Correa de Araújo, Lúcia Machado de Almeida, Graciliano Ramos, entre outros.